# Теснівка (Житомирський район)
Те́снівка — село в Україні, у Коростишівській міській територіальній громаді Житомирського району Житомирської області. Населення становить 267 осіб (2001).

## Історія
В книзі 1895 року, автором якої є В.Б.Антонович, яка має назву "Археологическая карта Киевской губернии"  зазначено, що в Теснівці коло Православної каплиці стояла кам'яна баба з чотирма головами (її бачили пр. в 1850 році), але потім при реконструкції вищезгаданої каплиці вона була знищена. Народ називав цю бабу "Чотирибог". Цікаво, що існує так званий Збручанський ідол (Світовид) знайдений в річці Збруч, який має 4 голови знайдений в Україні, а нині знаходиться в Краківському музеї. 
За переказами жителів село засноване у XVIII ст. Після Кримської війни Катерина II нагороджувала землями військових, які відзначилися в боях. Тому першим жителем села став корнет Воробйов чи Горобйов. Тоді орної землі в межах нинішньої території села було 200 десятин, а все інше — дрімучий ліс, через який йшла дорога до Коростишева. У тому лісі часто ховалися злодії, які грабували людей по дорозі до міста. Від чого й прозвали урочище Злодіївкою.
Після Другого поділу Польщі (1793 р.) ці землі перейшли у власність Пилипа Нереуша Олізара. Саме в документах Олізарів зустрічається перша письмова згадка про село, але вже з новою назвою. За переказами, ліс навкруги був державний. А міщани приїжджали його тесати, бо цю деревину використовували при будівництві кораблів. Імовірно, назва «Теснівка» утворилася від кореня слова «тес» — тесати.
На межі зі Старосільцями протікає невеличка річка — Свинолужка. Свинолужка — найстаріший німий свідок в селі. Перша письмова згадка про річку датована 1545 роком.
Є в селі глибокий яр, порослий кущами, соснами та вільшаником, який називають Безоднею. Яр невеликий, але з поворотами і дуже покручений, йде із заходу на схід в сторону села Старосільці, зменшуючись до розмірів канави, яка ще далеко тягнеться. Кажуть, що на Безодні був великий ліс з багновицями, водилось безліч звірини. Імовірно, назва Безодня походить від словосполучення «без дна» — трясовина. Згодом ліс вирубали, багновиці повсихали, залишився невеличкий лісок.
Наприкінці ХІХ ст. значна частина земель Теснівки та сусідніх сіл: Зубрівки, Більковець, Великих Кошарищ, хутора Калинівки належали Сергію Олексійовичу Хорошавіну.
У 1923—54 роках — адміністративний центр колишньої Теснівської сільської ради Коростишівського району.

## Населення

### Мова
Розподіл населення за рідною мовою за даними перепису 2001 року:
| Мова       | Кількість | Відсоток |
| ---------- | --------- | -------- |
| українська | 258       | 96.63%   |
| російська  | 5         | 1.87%    |
| вірменська | 3         | 1.12%    |
| румунська  | 1         | 0.38%    |
| Усього     | 267       | 100%     |